# Aerogrammus hefferni
Aerogrammus hefferni là một loài bọ cánh cứng trong họ Cerambycidae.